# 安沙镇
安沙镇是中华人民共和国湖南省长沙市长沙县下辖的一个行政建制镇，位于长沙县中部偏西。地缘上，安沙镇南与星沙镇接壤，东与黄花镇、果园镇和路口镇为邻，北连青山铺镇、汨罗市弼时镇，西与北山镇、开福区交界，总面积160平方公里，总人口48,555人（2000年人口普查）；全镇辖辖21个村2个居委会；安沙镇政府驻安沙社区。

## 历史
今安沙镇在1995年长沙地区撤区并乡镇之前属安沙区（由鼎功区改名）安沙乡(由鼎功乡改名)、唐田乡和水塘乡地域，撤区并乡后三乡合并组建。2004年村级区划调整，调整之前为41村，分别为安沙村、鳌鱼村、白塔村、边塘村、长塘村、辰希村、春建村、鼎功村、高升村、关山村、汉山村、和平村、虎踏石村、护丰村、花桥村、黄桥村、晋山村、莲塘村、龙华村、龙塘村、毛塘村、梅塘村、民理村、热心村、三合村、双冲村、双红村、双山村、双湾村、水渡村、泗洲村、太塘村、坛坊村、唐田村、天心村、万家村、万晋村、五龙村、新洲村、杨梓村和振华村，共计41村。

## 区划
- 2个社区：安沙社区、毛塘社区；
- 21个村：唐田村、万家铺村、宋家桥村、双冲村、油铺村、太兴村、和平村、文家塅村、花桥村、鼎功桥村、新华村、泗洲村、黄桥村、龙华新村、梅塘村、杨梓冲村、白塔村、谭坊新村、三合村、水塘垸村、玉龙山村